# Asparagus horridus
Asparagus horridus es una especie de planta de la familia Asparagaceae.

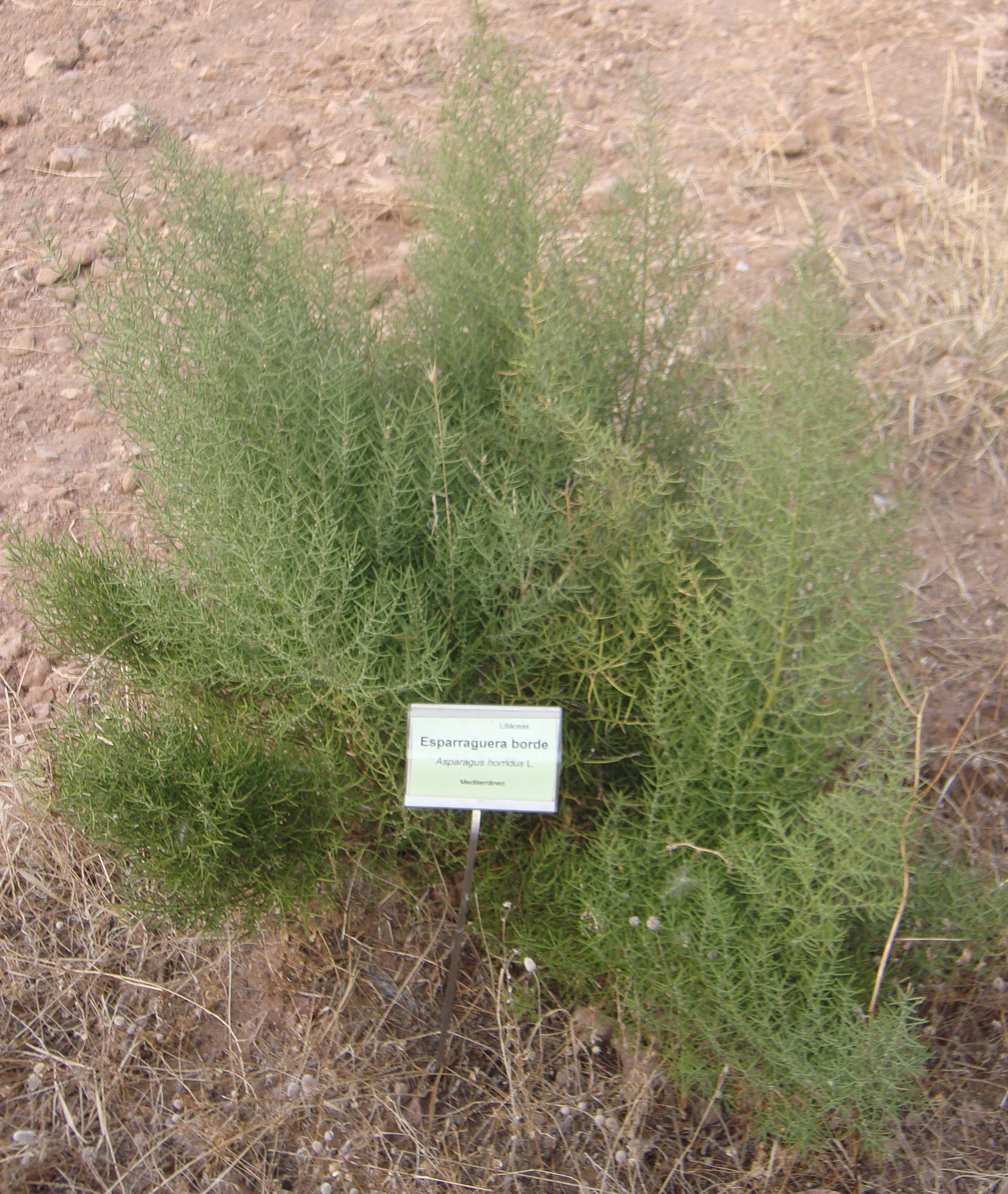
Vista de la planta

## Descripción
De esta esparraguera se cogen los mejores espárragos silvestres; se trata de una mata de color grisáceo (glauco) armada con grandes espinas rígidas. La encontraremos en las garrigas secas y márgenes de campos y caminos. Floración otoñal.

## Distribución y hábitat
Es nativo del mediterráneo occidental en  España en Barcelona, Castellón, Alicante, Gerona, Lérida, Tarragona, Valencia, Murcia, sureste de Albacete  e Islas Baleares donde se encuentran en lugares secos, maquias, garrigas y caminos.

## Taxonomía
Asparagus horridus fue descrita por  Carlos Linneo y publicado en System of Vegetables. Translated from the thirteenth edition 274. 1774.
Etimología
Ver: Asparagus
horridus: epíteto que procede del latín horrere, que significa entumecer, aludiendo a los cladodios fuertemente espinosos y rígidos de esta planta. 
Sinonimia
- Asparagus stipularis Forssk., Fl. Aegypt.-Arab.: 72 (1775).
- Asparagus horridus L.f., Suppl. Pl.: 203 (1782), nom. illeg.
- Asparagus aphyllus var. stipularis (Forssk.) Baker, J. Linn. Soc., Bot. 14: 600 (1875).
- Asparagus stipularis var. brachyclados Boiss., Fl. Orient. 5: 338 (1884).
- Asparagus aphyllus subsp. stipularis (Forssk.) K.Richt., Pl. Eur. 1: 230 (1890).
- Asparagus stipularis var. tenuispinus Holmboe, Stud. Veg. Cypr.: 52 (1914).
- Asparagus stipularis var. horridus Maire & Weiller, in Fl. Afr. Nord 5: 220 (1958).[2]

## Nombres comunes
- Castellano: cebolla, espárrago, esparraguera, esparraguera blanca, esparraguera de monte, esparraguera de piedra, esparraguera macho, esparraguera moruna, espárrago, espárrago aulaguero, espárrago borde, espárrago borriquero, espárrago negro, espárrago silvestre, espárrago triguero, espárraguera.[4]